# Мас-спектрометрія

Схематична будова мас-спектрометра

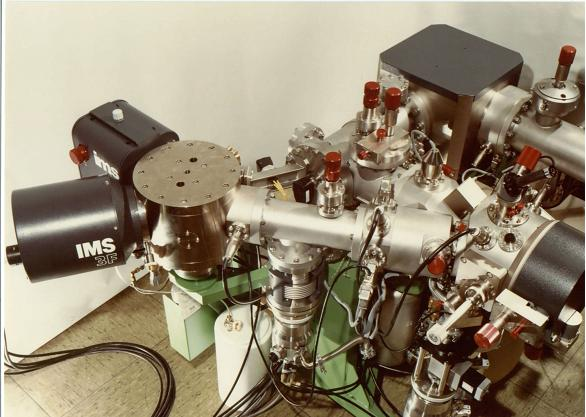
Мас-спектрометр SIMS, модель IMS 3f

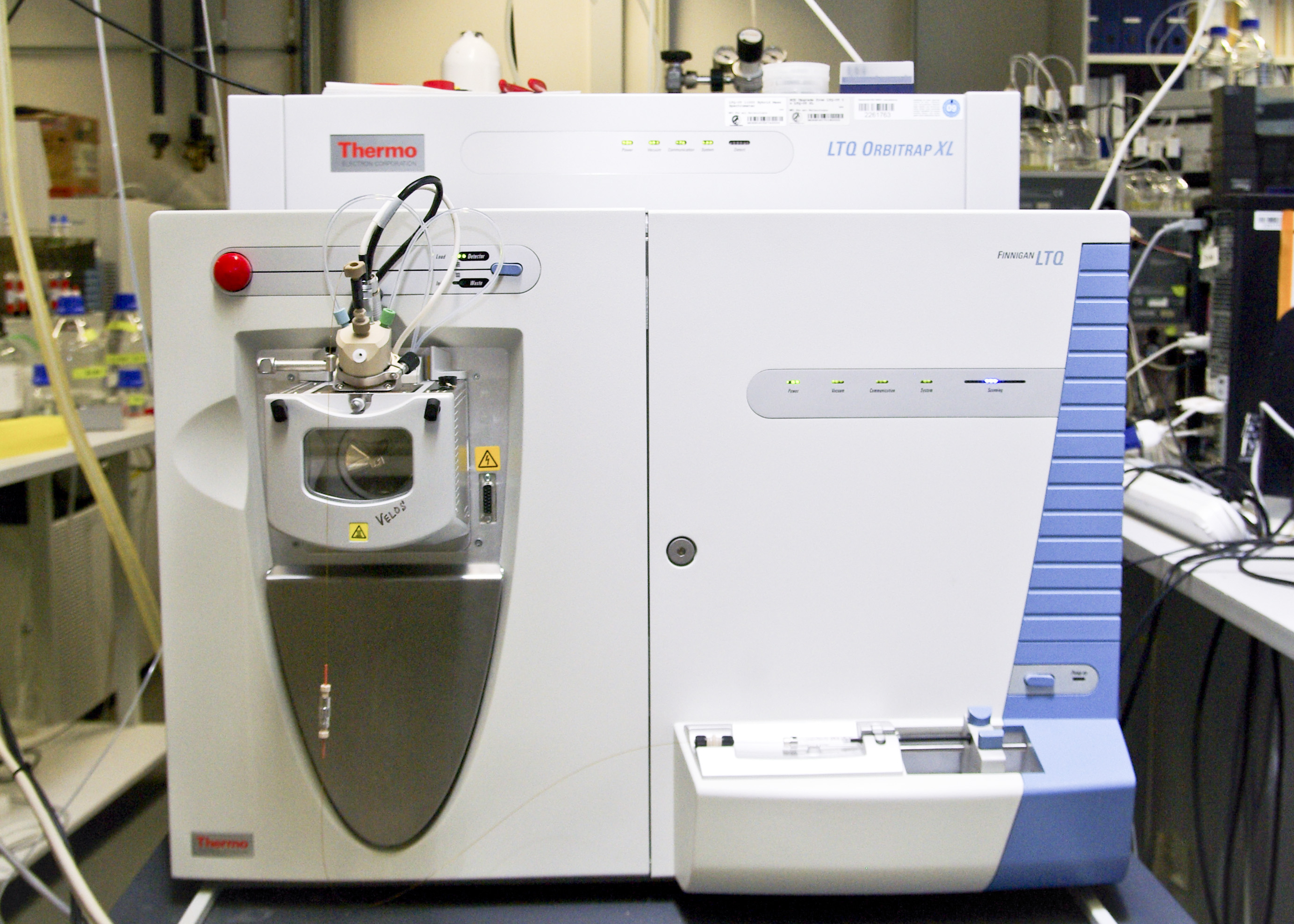
Мас-спектрометр Orbitrap

Мас-спектрометрія (англ. mass spectrometry) — метод визначення хімічного, фазового складу і молекулярної структури речовини, що базується на реєстрації спектра мас йонів, утворених внаслідок іонізації атомів і (або) молекул проби. Маса іона визначається за його відхиленням у магнітному полі.

## Загальний опис
Іонізацію здійснюють пучком електронів або йонів, лазерним випромінюванням тощо. Рідини перед іонізацією часто випаровують. Мас-спектроскопія належить до найінформативніших методів і відрізняється високими аналітичними характеристиками, дозволяє провести аналіз твердих, рідких і газоподібних речовин. Число хімічних елементів, що одночасно визначаються у природних об'єктах — до 40; одночасно з елементним складом (з точністю до 1% при наявності стандартних зразків і до 30% при безеталонному аналізі) визначається ізотопний склад (з точністю до 10−1−10−2%) речовини. Межі виявлення: відносна 10−4−10−8 %, абсолютна 10−10−10−19 г.
Закінчення «-метрія» у назві методу з'явилося після повсюдного переходу від детектування заряджених частинок за допомогою фотопластинок до електричних вимірів іонних струмів.
Особливо широке застосування мас-спектрометрія знаходить в аналізі органічних речовин, оскільки забезпечує впевнену ідентифікацію як щодо простих, так і складних молекул. Єдина загальна вимога — щоб молекула піддавалася іонізації. Однак до теперішнього часу придумано стільки способів іонізації компонентів проби, що мас-спектрометрію можна вважати практично всеосяжним методом.
Майже всі мас-спектрометри — це вакуумні прилади, оскільки іони дуже нестабільні в присутності сторонніх молекул.
Мас-спектр — це залежність інтенсивності іонного струму (кількості речовини) від відношення маси до заряду (природи речовини). Оскільки маса будь-якої молекули складається з мас атомів, що входять до її складу, мас-спектр завжди дискретний, хоча при низькій роздільності мас-спектрометра піки різних мас можуть перекриватися або навіть зливатися. Природа аналізованої речовини, особливості методу іонізації і вторинні процеси в мас-спектрометрі можуть впливати на мас-спектр (див. метастабільні іони, градієнт прискорювальної напруги за місцями утворення іонів, непружне розсіювання). Так, іони з однаковими відношеннями маси до заряду можуть виявитися в різних частинах спектра і навіть зробити частину його неперервним.
Більшість невеликих молекул при іонізації набуває тільки одного додатного або від'ємного заряду. Що більша молекула, то більша ймовірність того, що під час іонізації вона перетвориться на багатозарядний іон. Тому особливо сильно цей ефект проявляється стосовно вкрай великих молекул, наприклад, білків, нуклеїнових кислот і полімерів. За деяких видів іонізації (наприклад, електронному ударі) молекула може розпадатися на декілька характерних частин, що дає додаткові можливості ідентифікації і дослідження структури невідомих речовин.
Точне визначення маси аналізованої молекули дозволяє визначити її елементний склад (див.: елементний аналіз). Мас-спектрометрія також дозволяє отримати важливу інформацію про ізотопний склад аналізованих молекул (див.: ізотопний аналіз).

## Історія мас-спектрометрії
- 1912 рік — Джозеф Дж. Томсон створює перший мас-спектрограф і отримує мас-спектри молекул кисню, азоту, чадного газу, вуглекислого газу і фосгену.

- 1913 рік — за допомогою мас-спектрографа Дж. Дж. Томсон відкриває ізотопи неону: неон-20 і неон-22.

- 1918 рік — Артур Демпстер[ru] будує перший мас-спектрограф.

- 1919 рік — Френсіс Астон, незалежно від Демпстера, будує свій перший мас-спектрограф і починає дослідження ізотопів. Цей прилад мав роздільну здатність близько 130.

- 1923 рік — Астон вимірює за допомогою мас-спектрометра дефект маси.

- 1932 рік — Кеннет Бейнбридж будує мас-спектрометр із роздільною здатністю 600 і чутливістю 1 частина на 10 тис.

- 1936 рік — Артур Демпстер, Кеннет Бейнбридж і Йозеф Маттаух[en] конструюють мас-спектрограф із подвійним фокусуванням[1]. Демпстер розробляє іскрове джерело іонізації.

- 1940 рік — Альфред Нір[en] за допомогою препаративної мас-спектрометрії виділяє уран-235.

- 1940 рік — Альфред Нір створює перше надійне джерело електронного удару, застосувавши іонізаційну камеру.

- 1942 рік — Лоуренс запускає «калютрон» — промислову установку з розділення ізотопів урану, засновану на магнітно-секторному мас-спектрометрі.

- 1946 рік — Вільям Стівенс (англ. William E. Stephens) пропонує концепцію часопролітного мас-спектрометра[en].

- 1948 рік — Камероном (англ. A. E. Cameron) і Еггерсом (D. F. Eggers Jr) створено перший мас-спектрометр з часпролітним мас-аналізатором[ru].

- 1952 рік — В. Л. Тальрозе[ru] і А. К. Любимова вперше спостерігають сигнал метонію CH5+ в іонному джерелі електронного удару при підвищеному тиску метану в іонізаційній камері (в 1966 році Мансон і Філд застосують це відкриття для аналітичних цілей та створять іонне джерело з хімічною іонізацією).[2]

- 1953 рік — Вольфганг Пауль патентує квадрупольний мас-аналізатор[ru] та іонну пастку.

- 1956 рік — Фред МакЛафферті[en] і Роланд Голке (англ. Roland Gohlke) створюють перший газовий хромато-мас-спектрометр.

- 1966 рік — Мансон і Філд створюють іонне джерело з хімічною іонізацією.

- 1972 рік — Каратаєв і Мамирін[ru] винаходять час-пролітний мас-аналізатор з фокусуванням, який значно поліпшує роздільність аналізатора.

- 1974 рік — Перший рідинний хромато-мас-спектрометр створений Арпіно, Болдуїном і МакЛафферті.

- 1981 рік — Барбер, Бордолі, Седжвік і Тайлор створюють іонізатор з бомбардуванням швидкими атомами[en] (FAB).

- 1982 рік — Перший мас-спектр цілого білка (інсулін) за допомогою бомбардування швидкими атомами.

- 1983 рік — Бланкі та Бестал винаходять термоспрей[en].

- 1984 рік — Л. М. Галль[ru] а потім Джон Фенн публікують роботи за методом іонізації електроспреєм[en][3].

- 1987 рік — Карас, Бахман, Бар і Хілленкамп винаходять іонізацію лазерною десорбцією за сприяння матриці[ru] (MALDI).

- 1999 рік — Олександр Макаров[ru] винаходить електростатичну іонну пастку «Орбитреп[en]».

## Види мас-спектрометрії
У геології, геохімії, космохімії використовують три основні напрямки мас-спектрометрії: ізотопний, молекулярний і елементний аналізи.
Ізотопний аналіз (вимірювання поширеності ізотопів різних елементів у земних і космічних об'єктах та їх варіацій) дозволяє:
- отримувати інформацію про первинний ізотопний склад елементів, пов'язаний з процесами, що відбувалися під час формування Сонячної системи або в період, що передував (процеси нуклеосинтезу);
- встановлювати розповсюдженість радіогенних ізотопів;
- визначати абсолютний вік порід, мінералів і рудних тіл;
- вимірювати варіації розповсюдженості стабільних ізотопів в земній корі, її надрах і космічних об'єктах;
- вивчати роль біосфери в процесах формування родовищ горючих корисних копалин (вугілля, нафти і газу).

Молекулярний аналіз (аналіз складних сумішей органічних сполук і визначення їх структури) використовується для визначення складу органічних сполук у ґрунтах, реєстрації органічного забруднення вод, для вивчення складу нафт і їх фракцій з метою оптимізації процесів їх переробки, а також у протеоміці для визначення протеому.
Метод час-пролітної МАЛДІ (час-пролітної матрично-активованої лазерної десорбції/іонізації) (з англ. MALDI-ToF — Matrix Assisted Laser Desorption/Ionization time of flight), використовується для дослідження протеїнів, пептидів, нуклеотидів та ін. та одержання так званих «фінгерпринтів» (відбитків пальців) мас-спектрів зі співвідношенням маси до заряду m/z. Метод базується на бомбардуванні лазерним випромінюванням в імпульсоному режимі суміші матриця-досліджувана речовина на сталевій підложці у вакуумі. 
Елементний аналіз дозволяє визначати склад домішок порід, мінералів і рудних утворень і дослідити розподіл елементів у мікрооб'ємах природних об'єктів, пов'язаний з магматичними і осадовими процесами.

## Принцип роботи і будова мас-спектрометра